# Činklja
Činklja (znanstveno ime Misgurnis fossilis) je sladkovodna riba iz družine činkelj.

## Opis
Činklja ima valjasti in proti repu bočno stisnjeno telo, pokrito z drobnimi luskami. Te so globoko vraščene v kožo ter pokrite z debelo plastjo sluzi. Na glavi ima podstojna usta, okoli katerih je 10 brkom podobnih izrastkov s katerimi išče hrano na vodnih tleh. Dva para izrastkov se nahajata ob zgornji, dva pa ob spodnji ustnici. V kotičkih ust je še en par izrastkov. Činklja se pojavlja v mnogo barvnih različicah od črne, rdečkaste pa do olivne. Po hrbtu in po pobočnici potekajo vzdolž telesa značilne proge. Trebuh je rumenkasto rjave barve, v času drsti pa se obarva oranžno. Činklja ima okroglasto zaključeno repno plavut, po vseh plavutih pa ima temne pege. Zraste med 20 in 25, izjemoma celo do 40 cm.
Drsti se od aprila do junija, samica pa na vodno rastlinje odloži med 100.000 in 150.000 lepljivih iker.

## Razširjenost
Činklja živi v rečnih mrtvicah in ostalih stoječih vodotokih, kjer je dno muljasto in je prisotno vodno rastlinje. Značilno za to vrsto je, da lahko s pomočjo posebnega epitela v črevesju vdihava atmosferski kisik. Zarod ima zunanje škrge, zaradi česar nima te sposobnosti. Ob ekstremno nizkih vodostajih se činklja zakoplje v mulj, kjer lahko preživi kratkotrajno popolno izsušitev vodotoka.
Prehranjuje se ponoči z raznimi vodnimi nevretenčarji in z ličinkami vodnih žuželk.
Činklja je razširjena v porečju Donave in Neve. V Sloveniji je prisotna v porečju Save, Mure, Rinže, Krke in Drave ter v ribnikih.